# Санта Ана Пуебло (Њу Мексико)
Санта Ана Пуебло (енгл. Santa Ana Pueblo) насељено је место без административног статуса у америчкој савезној држави Њу Мексико.

## Демографија
По попису из 2010. године број становника је 610, што је 131 (27,3%) становника више него 2000. године.
| Група             | 2000.     | 2010.     |
| Белци             | 2 (0,4%)  | 0 (0,0%)  |
| Афроамериканци    | 0 (0,0%)  | 0 (0,0%)  |
| Азијати           | 0 (0,0%)  | 0 (0,0%)  |
| Хиспаноамериканци | 12 (2,5%) | 25 (4,1%) |
| Укупно            | 479       | 610       |